# West-Berlin
West-Berlin, auch Westberlin, und Berlin (West) waren Bezeichnungen für den Teil von Groß-Berlin, der während der Teilung Berlins ab Ende des Zweiten Weltkriegs von 1945 bis 1990 von den drei westlichen Besatzungsmächten USA, Vereinigtes Königreich und Frankreich verwaltet und ab 1950 mit deren Genehmigung vom Senat von Berlin regiert wurde.
Geografisch erstreckte sich West-Berlin mit geringen Abweichungen (beispielsweise in Staaken) auf das Gebiet der heutigen Bezirke Charlottenburg-Wilmersdorf, Mitte (mit Ausnahme des Ortsteils Mitte, der zu Ost-Berlin gehörte), Neukölln, Reinickendorf, Spandau, Steglitz-Zehlendorf und Tempelhof-Schöneberg sowie des Ortsteils Kreuzberg.
Angesichts der ab Kriegsende anhaltenden Diskussion um den Berlin-Status und der sich wiederholt ändernden Begrifflichkeiten ordnete der Senat für das von ihm regierte Gebiet 1982 als amtliche Bezeichnung „Berlin (West)“ an. Umgangssprachlich wurden sowohl die Westsektoren als auch der Ostsektor der Stadt auf der jeweils eigenen Seite der Grenze häufig einfach nur „Berlin“ genannt.
Das Grundgesetz für die Bundesrepublik Deutschland von 1949 und die Verfassung von Berlin von 1950 wiesen Gesamt-Berlin bzw. ausdrücklich „Groß-Berlin“ von Anfang an als Land der Bundesrepublik Deutschland aus, doch galt diese Bestimmung nicht. Das Berlinabkommen von 1971 stellte fest, dass die drei Westsektoren kein „konstitutiver Teil“ der Bundesrepublik seien. Faktisch war aber West-Berlin von 1949 bis 1990 ein Bundesland der Bundesrepublik Deutschland; von westlicher wie insbesondere von westalliierter und westdeutscher Seite aus wurden stets die „Bindungen Berlins (West) an den Bund“ betont. Zum Beispiel galten die Gesetze und Verordnungen der Bundesrepublik Deutschland nicht unmittelbar in Berlin, wurden jedoch – mit einigen Ausnahmen, wie z. B. dem Wehrpflichtgesetz – vom Abgeordnetenhaus von Berlin per Akklamation übernommen.

## Begrifflichkeiten

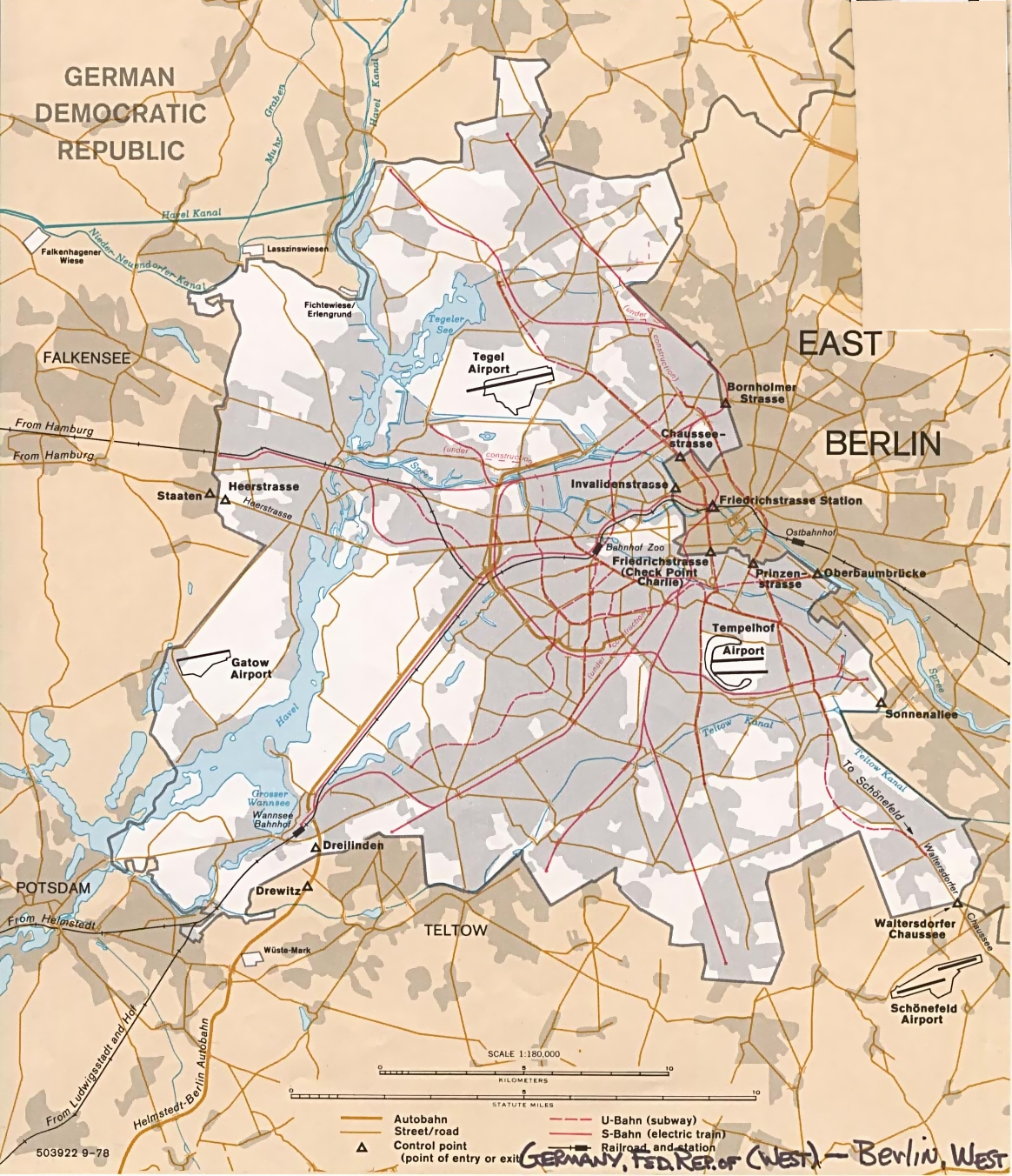
West-Berlin (Karte von 1978)

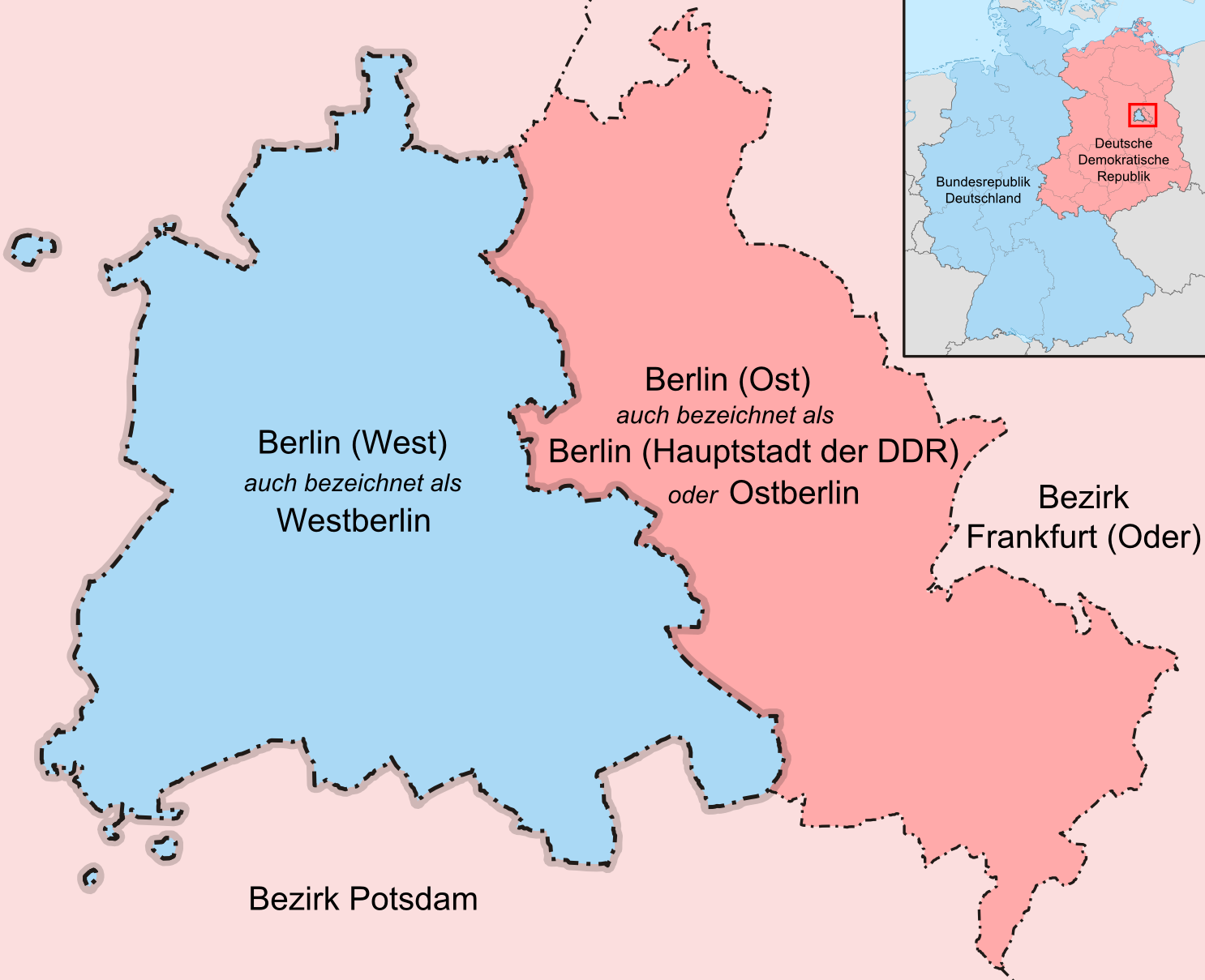
Karte der geteilten Stadt Berlin

Im Westteil der Stadt wie auch in der Bundesrepublik galt amtlich die Schreibweise Berlin (West). In der DDR hingegen benutzte man mit bewusster Abgrenzung die Begriffe besondere politische Einheit (offizielle Bezeichnung bei Dokumenten der Alliierten) oder selbständige politische Einheit Westberlin, während mit Berlin, Hauptstadt der DDR der Ostteil bezeichnet wurde. Allerdings gehörte die Bezeichnung Ost-Berlin weder in der damaligen Bundesrepublik noch in der DDR jemals zum amtlichen Sprachgebrauch. In Zeiten des Kalten Krieges konnte man allein an der unterschiedlichen Schreibweise die Herkunft oder die politische Haltung eines Textes erkennen.
Die in der DDR verwendete Bezeichnung sollte einerseits eine politische Abgrenzung West-Berlins und seine besonders deutliche Selbstständigkeit (von der Bundesrepublik Deutschland) darstellen, andererseits sollte vermieden werden, dass der als „Hauptstadt der DDR“ bezeichnete Ostteil der Stadt nur als Stadthälfte wahrgenommen würde. Als Kurzform war in der DDR lange Zeit die Zusammenschreibung „Westberlin“ üblich.
Nach der deutschen Wiedervereinigung hat die Frage der Begrifflichkeiten ihre politische Brisanz großteils verloren. West und Ost sind jedoch im vorliegenden Fall nicht nur geografische Bezeichnungen, sondern weisen vor allem darauf hin, ob ein Gebiet in Berlin im Kalten Krieg zum „Westen“ oder zum „Osten“ (vgl. Ostblock) gehört hat.

## Politischer Status
Artikel 1 Absatz 2 und 3 der Verfassung von Berlin vom 1. September 1950 lauteten:
(2) Berlin ist ein Land der Bundesrepublik Deutschland.
(3) Grundgesetz und Gesetze der Bundesrepublik Deutschland sind für Berlin bindend.
Artikel 23 des Grundgesetzes (GG) in der bis zum Einigungsvertrag geltenden Fassung nannte Groß-Berlin in der Aufzählung der Länder, in deren Gebiet „dieses Grundgesetz zunächst gilt“ (bis zur Inkraftsetzung auch „in anderen Teilen Deutschlands“).

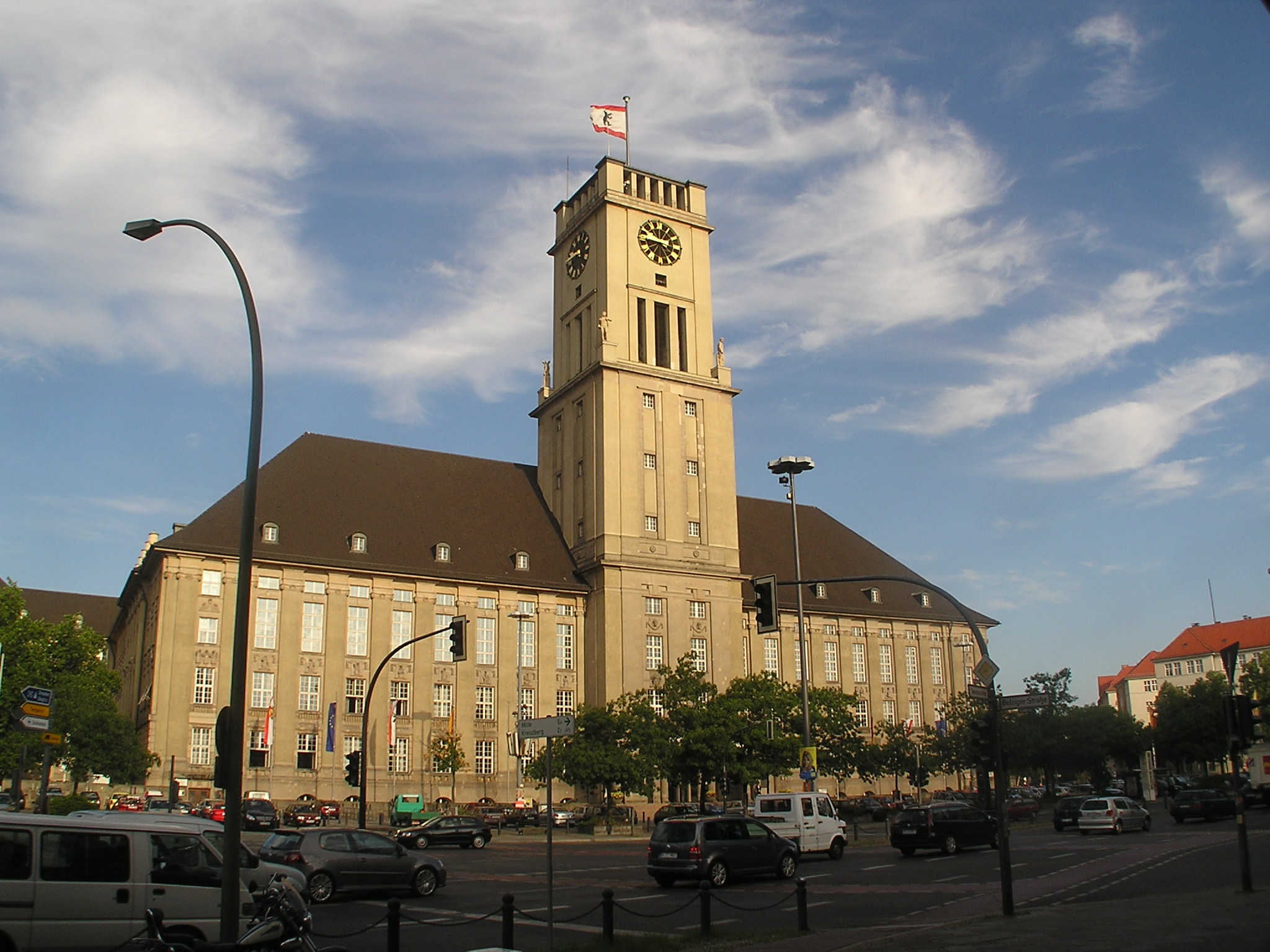
Das Rathaus Schöneberg war Sitz des Regierenden Bürgermeisters und des Berliner Abgeordnetenhauses

Aufgrund des Viermächte-Status Berlins hatten die Westalliierten dies so allerdings nicht akzeptiert. Dabei spielte auch der damalige Bundeskanzler Konrad Adenauer eine Rolle. Konrad Adenauer intervenierte 1949 durch Johann Jacob Kindt-Kiefer beim französischen Ministerpräsidenten Georges Bidault, um zu verhindern, dass West-Berlin ein Bundesland werden solle. Die Berliner Abgeordneten erhielten hierdurch nicht das volle Stimmrecht im Bundestag. Kindt-Kiefer war Zeuge eines Gesprächs zwischen Adenauer und Bidault:

„Es drehte sich darum, in welcher Weise von Frankreich aus Adenauer und seiner Partei Wahlhilfe geleistet werden könnte. […] Adenauer schlug vor, Frankreich möge sich dafür einsetzen, daß West-Berlin nicht der Bundesrepublik angeschlossen werden solle, weil sonst die Gefahr eines sozialdemokratischen Übergewichts in Westdeutschland entstünde […]“

Die Alliierte Kommandantur in Berlin hatte am 29. August 1950 angeordnet, Art. 1 Abs. 2 und 3 der Berliner Verfassung seien zurückgestellt und „daß während der Übergangsperiode Berlin keine der Eigenschaften eines zwölften Landes besitzen wird. […] Ferner finden die Bestimmungen irgendeines Bundesgesetzes in Berlin erst Anwendung, nachdem seitens des Abgeordnetenhauses darüber abgestimmt wurde und dieselben als Berliner Gesetz verabschiedet worden sind.“
Die Verfassung vom 1. September 1950 bestimmte deshalb entsprechend in ihrem Artikel 87:
(1) Artikel 1 Abs. 2 und 3 der Verfassung treten in Kraft, sobald die Anwendung des Grundgesetzes für die Bundesrepublik Deutschland in Berlin keinen Beschränkungen unterliegt.
(2) In der Übergangszeit kann das Abgeordnetenhaus durch Gesetz feststellen, daß ein Gesetz der Bundesrepublik Deutschland unverändert auch in Berlin Anwendung findet.
Generelle Finanz- und Vermögensfragen (vor allem die jährliche Subvention aus dem Bundeshaushalt durch die „Bundeshilfe“) wurden durch Überleitungsgesetze geregelt (insgesamt sechs zwischen 1950 und 1990). Nach dem dort festgelegten Modus wurden fast alle anderen vom Deutschen Bundestag beschlossenen Gesetze ebenfalls vom Abgeordnetenhaus ratifiziert. Dazu enthielten sie eine Berlin-Klausel, die ihre Inkraftsetzung „im Land Berlin […] gemäß Artikel 87 Abs. 2 der Verfassung von Berlin“ durch ein Gesetz des Abgeordnetenhauses vorsah. Sie lautete: „[…] gilt nach Maßgabe des § XY des Z. Überleitungsgesetzes auch im Land Berlin.“
Zuvor hatte es im Genehmigungsschreiben der Militärgouverneure der britischen, französischen und amerikanischen Besatzungszonen zum Grundgesetz vom 12. Mai 1949 unter Nr. 4 geheißen:

„Wir interpretieren den Inhalt der Artikel 23 und 144 (2) des Grundgesetzes dahin, daß er die Annahme unseres früheren Ersuchens darstellt, demzufolge Berlin keine abstimmungsberechtigte Mitgliedschaft im Bundestag oder Bundesrat erhalten und auch nicht durch den Bund regiert werden wird, daß es jedoch eine beschränkte Anzahl Vertreter zur Teilnahme an den Sitzungen dieser gesetzgebenden Körperschaften benennen darf.“

Die Sowjetunion und die DDR erkannten derartige Regelungen überhaupt nicht an. Die Westalliierten duldeten hingegen „besondere Bindungen“ und deren Weiterentwicklung wie durch regelmäßige Sitzungen von Bundesorganen in West-Berlin, was jeweils zu Protesten der sowjetischen Seite führte, im Jahr 1965 unterstrichen durch Flüge von Düsenjägern, die über West-Berlin die Schallmauer durchbrachen und Übungsmunition abfeuerten.
Die Rechtsprechung des Bundesverfassungsgerichts sagte Folgendes aus:

„Das Grundgesetz gilt grundsätzlich auch in Berlin; Berlin ist trotz des Vorbehalts der Besatzungsmächte ein Land der Bundesrepublik Deutschland.“

Der Status von West-Berlin war einer der Gegenstände des Viermächteabkommens über Berlin.
Die Berliner Abgeordneten im Bundestag hatten lediglich beratendes Stimmrecht; sie wurden außerdem nicht vom Volk direkt gewählt, sondern mittelbar vom Abgeordnetenhaus bestimmt (Art. 144 Abs. 2 GG). Die vier Berliner Vertreter im Bundesrat hatten ebenfalls ein beratendes Stimmrecht. Im Gegensatz dazu waren die Vertreter Berlins zur Bundesversammlung stets stimmberechtigt; die West-Alliierten hatten hierzu keinen Vorbehalt angemeldet. In allen drei Gremien waren die (West-)Berliner Abgeordneten stimmberechtigt und ihre Stimmen wurden im offiziellen Wahlergebnis mitgezählt. Dies galt jedoch nicht bei knappen Abstimmungen, wenn das knappe Übergewicht nur auf die Berliner Stimmen zurückzuführen war: In diesem Fall galten die verfassungsrechtlichen Bestimmungen über Mehrheiten in diesen Gremien. Die Ausnahme lag darin begründet, dass es in der Bundesversammlung nicht um Gesetze, sondern um eine Wahl ging, weswegen auch die Berliner Stimmen voll berücksichtigt wurden.
Auch in Ost-Berlin gab es anfangs solche Besonderheiten aufgrund des Viermächte-Status. So waren von 1949 bis 1971 die Ost-Berliner Abgeordneten in der Volkskammer der DDR nicht direkt gewählt und nicht stimmberechtigt. Anders als in West-Berlin wurden diese Besonderheiten jedoch nach und nach abgebaut und Ost-Berlin ab 1961 einem Bezirk der DDR gleichgestellt. Die Interpretation des völkerrechtlichen Status Berlins und seiner Teile war zwischen Ost und West strittig (siehe hierzu: Berlin-Frage).
Die Einbindung West-Berlins in das politische, wirtschaftliche und soziale System der Bundesrepublik bedeutete auch seine Zugehörigkeit zu den Europäischen Gemeinschaften (EG). Die West-Berliner Abgeordneten im Europäischen Parlament hatten seit dessen Gründung im Jahr 1952 volles Stimmrecht. Für außenpolitische Unruhe sorgte die Europawahl 1979, in der die Bürger der EG-Staaten, wozu die West-Berliner gehörten, erstmals ihre Abgeordneten direkt wählen sollten. Die Sowjetunion und die DDR erreichten unter Berufung auf das Viermächteabkommen von 1971, dass die drei West-Berliner Abgeordneten unter den 81 deutschen Mitgliedern des Europäischen Parlaments weiterhin vom Abgeordnetenhaus zu nominieren seien, scheiterten aber mit der gewünschten Entziehung des Stimmrechts an den Westmächten, die darauf hinwiesen, dass die West-Berliner Abgeordneten ihr Stimmrecht bereits vor dem Abkommen innegehabt hatten.
Auf einigen Gebieten, wie den West-Berliner Verkehrsflughäfen, dem Kauf und Besitz von Schusswaffen und den von den Westalliierten genutzten Grundstücken, war selbst der Regierende Bürgermeister den einschlägigen Stellen der Berliner Verwaltung gegenüber nicht direkt weisungsbefugt, da diese Bereiche primär von den Westalliierten, allgemein auch Schutzmächte genannt, überwacht wurden.
Die meisten Besonderheiten auf Ebene des einfachen Rechts entfielen 1990 mit dem Sechsten Überleitungsgesetz.

## Besonderheiten

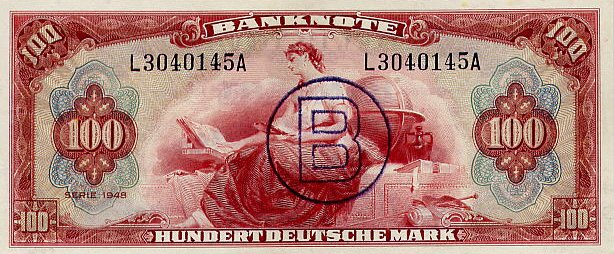
100-DM-Schein mit „Bärenmark“-Stempel

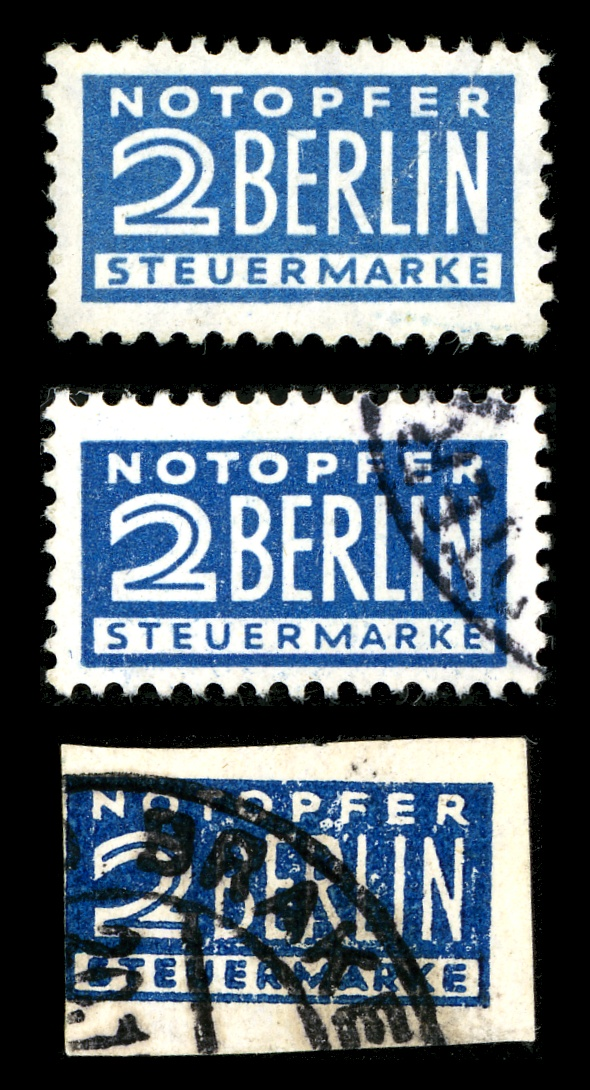
Notopfer Berlin

### Alliierte Kommandantur
Die Alliierte Kommandantur nahm ab Juli 1945 die Verantwortlichkeiten der vier Alliierten über Berlin wahr. Im Zusammenhang mit der Ersten Berlin-Krise zog sich der sowjetische Vertreter am 16. Juni 1948 aus der Alliierten Kommandantur zurück, so dass in der Folgezeit nurmehr die drei westlichen Alliierten in der Alliierten Kommandantur vertreten waren. Deren Verantwortlichkeiten wurden durch das sogenannte Kleine Besatzungsstatut vom 14. Mai 1949 und später durch die Erklärung über Berlin vom 5. Mai 1955 genauer definiert.

### Währungsreform 1948
Von der Währungsreform 1948 (20. Juni 1948) an galt ab 24. Juni auch in West-Berlin die Deutsche Mark der westdeutschen Bank deutscher Länder als Währung, mit einigen Einschränkungen. Dies führte letztlich zur Berlin-Blockade. Die in West-Berlin eingeführten Banknoten trugen einen B-Stempel („B“ für Berlin) oder eine entsprechende Perforation, genannt Bärenmark; die Sowjetunion konterte damit, dass am 23. Juni 1948 den alten Reichsmarknoten ein Wertaufkleber (halbe Briefmarkengröße) aufgeklebt wurde („Tapetenmark“). Mit der Einführung neuer Banknoten in der sowjetischen Besatzungszone am 24. Juli 1948 entfielen auf beiden Seiten die besonderen Kennzeichnungen. Da zu diesem Zeitpunkt der Verkehr und das Einkaufen in den beiden Stadthälften noch unbehindert waren, gab es in den Monaten Juni und Juli 1948 einige Verwirrungen beim Einkaufen. Es gab in der Stadt drei unterschiedlich gekennzeichnete Banknoten mit prinzipiell gleichem Wert, wobei aber in West-Berlin sehr bald die Annahme der „Klebemark“ verweigert wurde, weil ihr unterschiedlicher Wert aufgrund der wirtschaftlichen Entwicklung in den beiden deutschen Teilstaaten absehbar war.

### Zweite Berlin-Krise 1958
Auslöser der 1958 begonnenen Berlin-Krise war das Chruschtschow-Ultimatum, in dem die Sowjetunion unter anderem forderte, West-Berlin in eine „selbständige politische Einheit“, nämlich eine sogenannte Freie Stadt, die entmilitarisiert sein sollte, umzuwandeln – es wurde damit der Abzug der Truppen der Westalliierten aus West-Berlin gefordert.

### Personalausweise

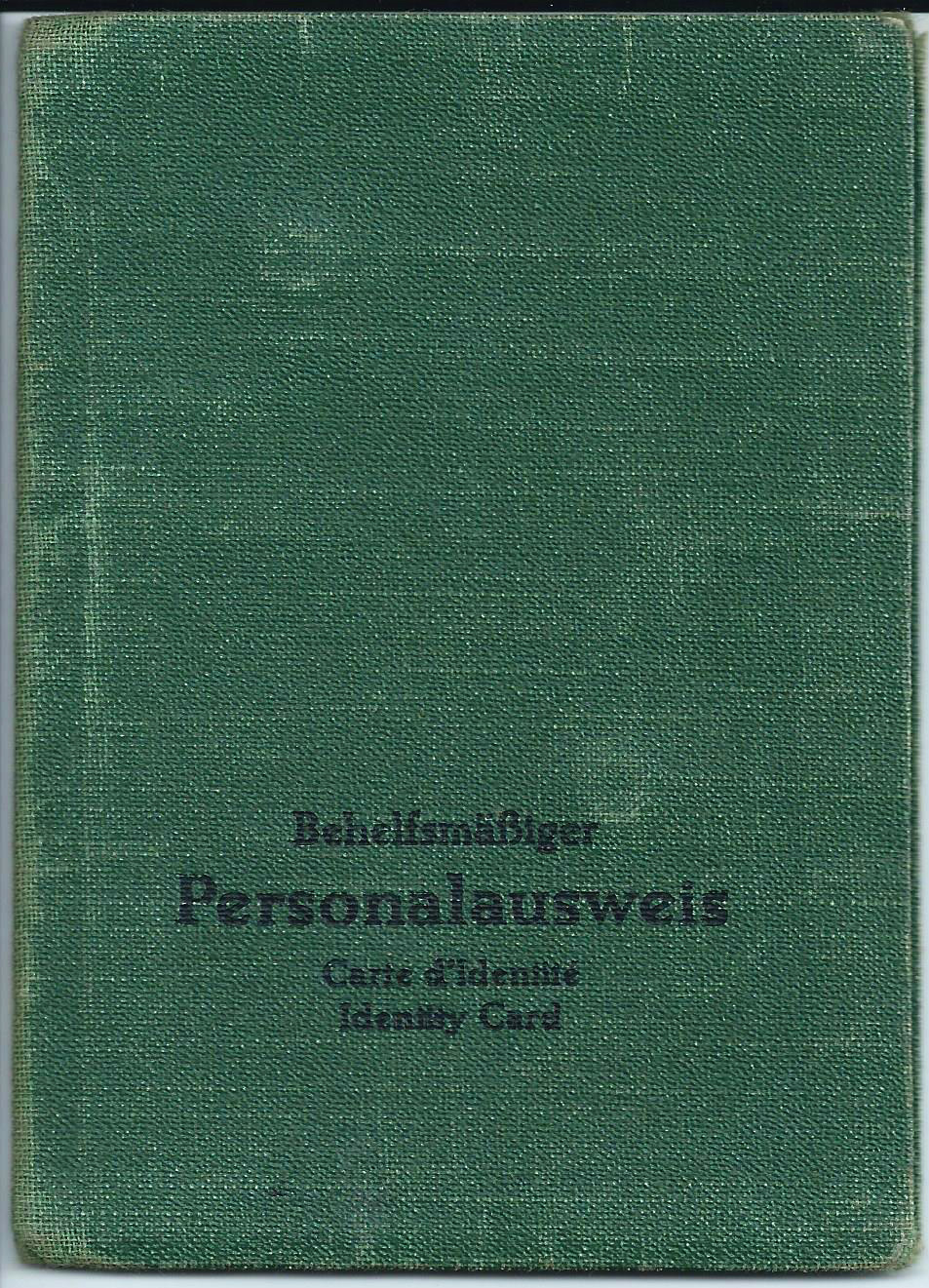
Der West-Berliner „Behelfsmäßige Personalausweis“, ohne Bundesadler

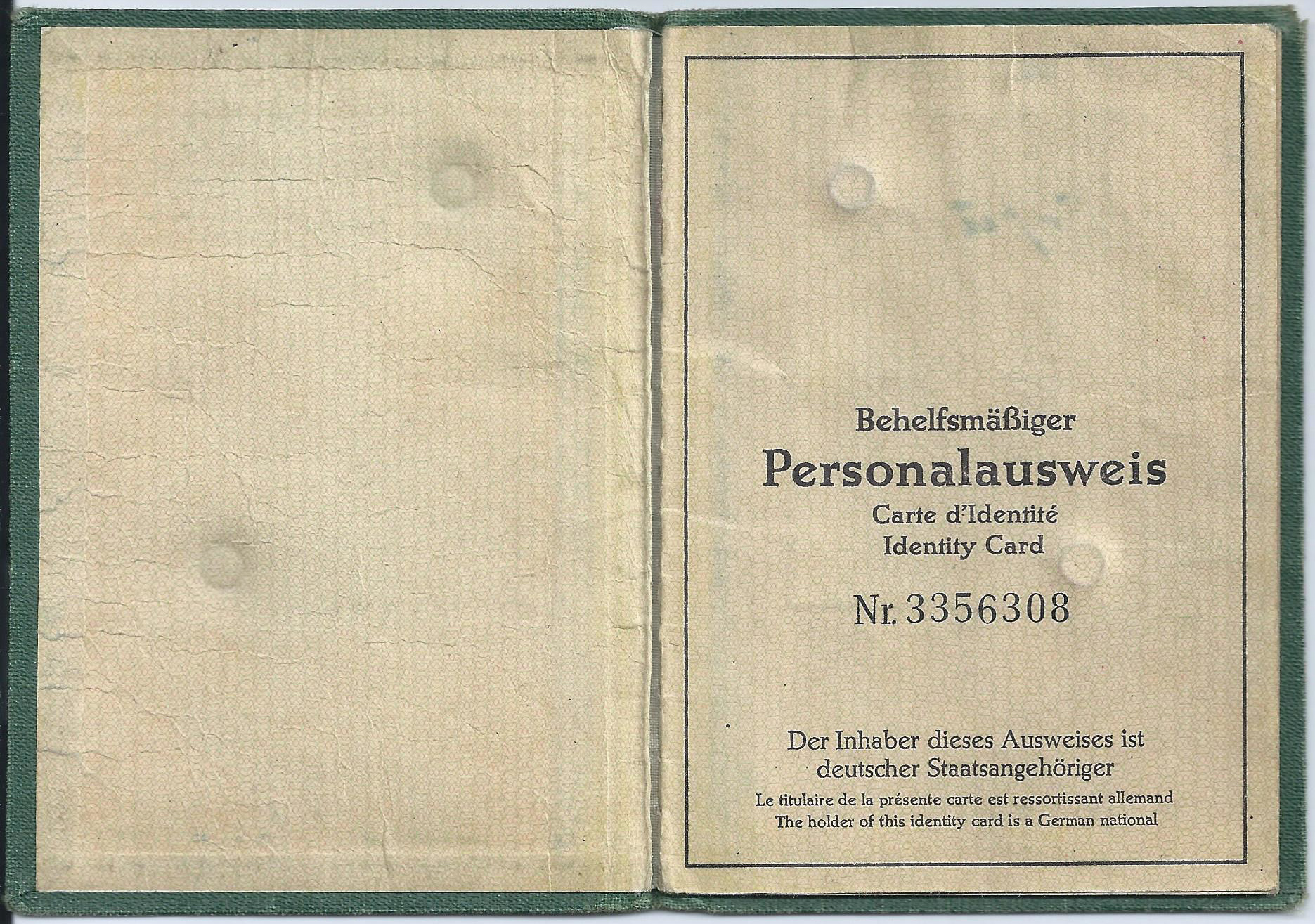
Der West-Berliner „Behelfsmäßige Personalausweis“

Zu den Besonderheiten gehörte der Berliner behelfsmäßige Personalausweis, der von den in Westdeutschland ausgestellten abwich (Einband grün statt grau) und keinen Hinweis auf den ausstellenden Staat, jedoch den Vermerk „Der Inhaber dieses Ausweises ist deutscher Staatsangehöriger“ enthielt; außerdem wurde als Ausstellungsbehörde „Der Polizeipräsident in Berlin“ genannt. Der Vermerk bezüglich der Staatsangehörigkeit wurde bisweilen beim Grenzübertritt in Ostblockländern überstempelt und durch den Satz „Der Inhaber dieses Ausweises ist Bürger mit ständigem Wohnsitz in Westberlin“ versehen. Die amtliche Bezeichnung „Behelfsmäßiger Personalausweis“ ohne die Angabe „Bundesrepublik Deutschland“ und ohne Bundesadler wurde für den maschinenlesbaren Personalausweis in Kartenform beibehalten, der 1987 in ansonsten vergleichbarer Form eingeführt wurde. Die in West-Berlin ausgestellten Reisepässe dagegen glichen den in Westdeutschland ausgestellten Pässen und waren mit „Bundesrepublik Deutschland“ beschriftet. Sie wurden formal nicht von Berliner Behörden, sondern von einer in Berlin ansässigen Außenstelle des Bundesinnenministeriums ausgestellt. Für Reisen in Ostblockstaaten und Transitreisen durch die DDR war dieser Pass wegen der Ausstellungsbehörde mit Sitz in West-Berlin nicht anerkannt, sodass der Berliner („behelfsmäßige“) Personalausweis vorzulegen war. Viele West-Berliner umgingen dieses Problem dadurch, dass sie sich in Westdeutschland mit einem Zweitwohnsitz anmeldeten (oft fiktiv, so bei Verwandten oder Freunden) und sich dort ihren Pass ausstellen ließen. Diese Personen hatten oft drei „Reisedokumente“ (DDR-Sprachgebrauch): den behelfsmäßigen Personalausweis, den Berliner Reisepass und den unverdächtigen normalen Bundesreisepass, die je nach Opportunität benutzt wurden.

### Reisebeschränkungen

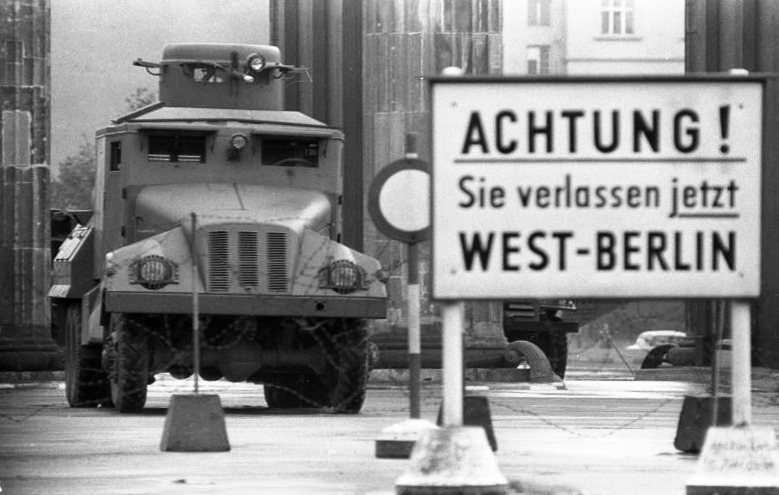
Mauerbau am Brandenburger Tor

Bewohner West-Berlins konnten zu allen Zeiten in westliche Länder reisen. Die in West-Berlin ausgestellten Reisepässe der Bundesrepublik Deutschland wurden dort ebenso anerkannt wie die behelfsmäßigen Personalausweise für die deutschen Einwohner der drei westlichen Sektoren Berlins (sofern für die Einreise auch für Westdeutsche der Personalausweis genügte). Ebenso war zu allen Zeiten die Durchfahrt durch die Sowjetische Besatzungszone bzw. die DDR möglich, mit Ausnahme der Zeit der Berlin-Blockade durch die Sowjetunion vom 24. Juni 1948 bis 12. Mai 1949.
Die Möglichkeiten zum Besuch Ost-Berlins, der DDR und osteuropäischer Staaten änderten sich über die Jahre mehrmals: Bis 1953 galten die Regelungen des Interzonenverkehrs (siehe dort). Bereits ab Mai 1952 war West-Berlinern das Besuchen der DDR grundsätzlich verwehrt; sie konnten zwar eine Einreisegenehmigung beantragen, die in der Praxis jedoch nur selten erteilt wurde. Zu diesem Zeitpunkt wurden bereits erste Straßensperren, später Grenzübergänge, an der West-Berliner Außengrenze errichtet. Weiterhin nahezu ungehindert erreichbar blieb vorerst der Ostteil der Stadt. Die Bewegungsfreiheit endete also an der äußeren Stadtgrenze, die damals auch im Ostteil kontrolliert war.

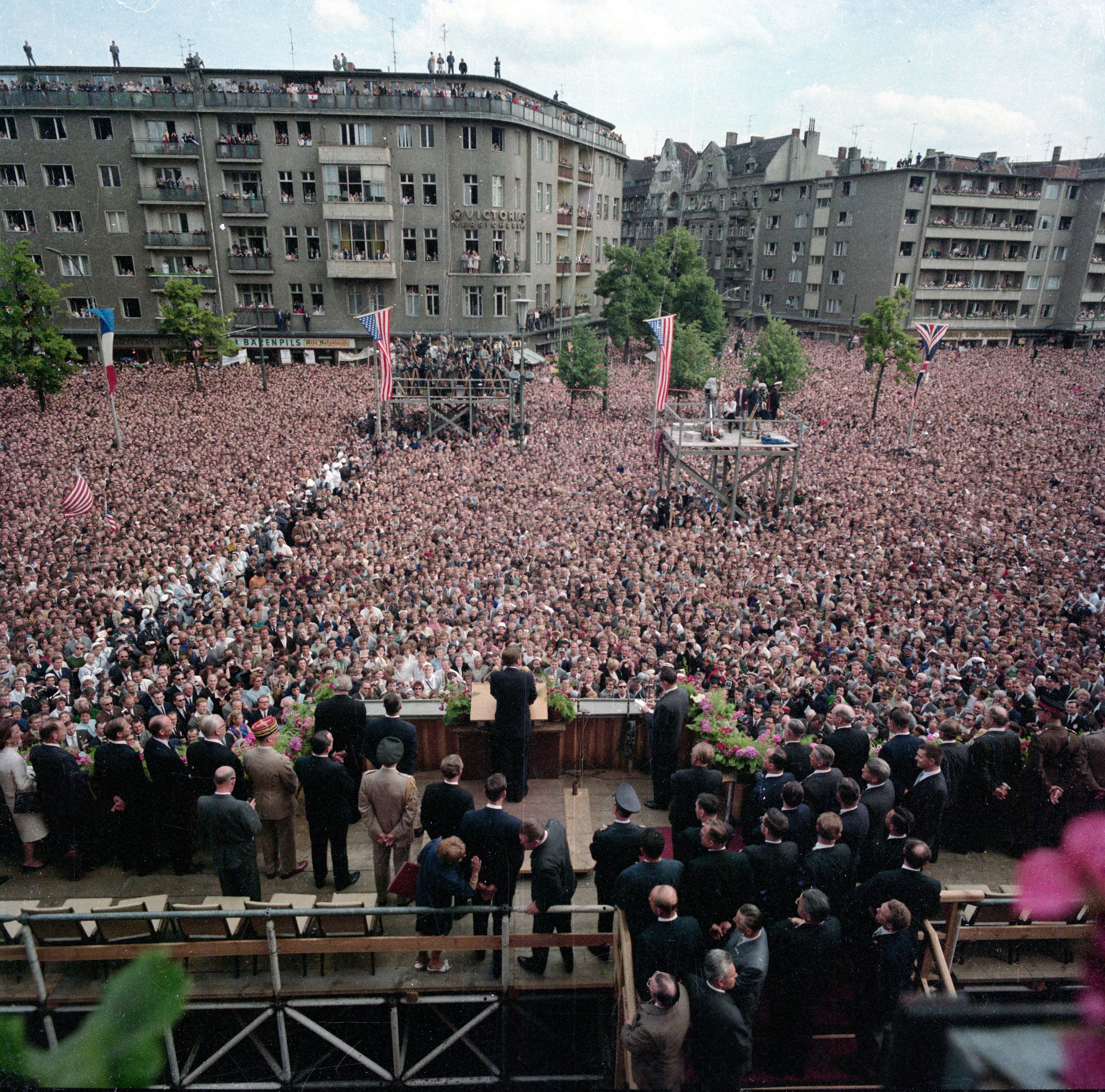
Kennedys Rede „Ich bin ein Berliner“ auf einer Tribüne vor dem Rathaus Schöneberg, 1963

Ab dem Mauerbau im Jahr 1961 wurde West-Berlinern der Besuch Ost-Berlins völlig verwehrt. Dagegen konnten Westdeutsche und westliche Ausländer unter Vorlage eines Reisepasses ohne vorherige Beantragung eines Visums weiterhin Ost-Berlin für Kurzbesuche betreten. Die Situation änderte sich erstmals 1963, als nach komplizierten Verhandlungen zwischen dem West-Berliner Senat und der DDR ein zeitlich begrenztes Passierscheinabkommen Familienbesuche im Ostteil der Stadt über Weihnachten und Neujahr ermöglichte. Weitere ebenso zeitlich begrenzte Passierscheinregelungen folgten 1964, 1965 und 1966.
Die Situation änderte sich grundlegend erst mit dem Viermächteabkommen 1971, in dessen Folge der Berechtigungsschein zum Empfang eines Visums der DDR West-Berlinern Einreisen nach Ost-Berlin bzw. in die DDR ermöglichten. Diese entsprachen seitdem etwa den vereinfachten Regelungen des „Kleinen Grenzverkehrs“ zwischen der Bundesrepublik und der DDR, anders als bei diesem war jedoch West-Berlinern die Einreise in die gesamte DDR möglich. Die DDR betrieb seitdem fünf „Büros für Besuchs- und Reiseangelegenheiten“ (betrieben vom Ministerium für Staatssicherheit) auf West-Berliner Boden, in denen Einreiseanträge abgegeben und Berechtigungsscheine für Visa in der Regel nach drei Tagen ausgegeben wurden. Mit diesem Visum durften West-Berliner bis 2 Uhr des Folgetages in der DDR und in Ost-Berlin bleiben, während bundesdeutsche Bürger schon um spätestens 24 Uhr wieder am Grenzübergang sein mussten. Für West-Berliner entfiel auch die Visagebühr in Höhe von 5 DM. West-Berliner waren also nunmehr gegenüber Westdeutschen für den Besuch Ost-Berlins nur noch durch die erforderliche vorherige Visumsbeantragung benachteiligt, genossen jedoch für den Besuch der übrigen DDR Vorteile.

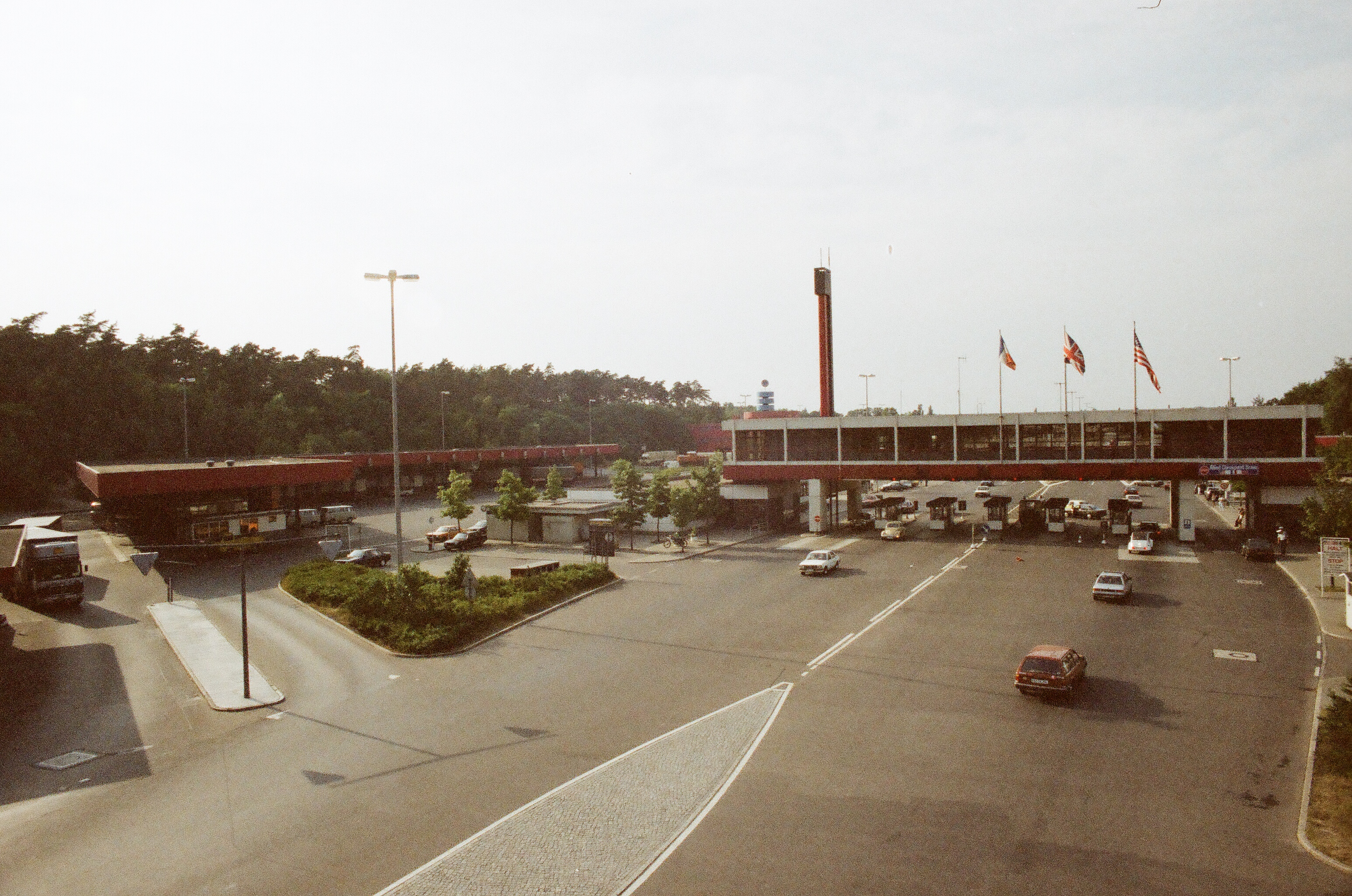
Checkpoint Bravo, eine der Berliner Kontrollstellen im Transitverkehr durch die DDR von Westdeutschland nach West-Berlin, 1987

Als Reisedokument für West-Berliner erkannte die DDR – ebenso wie die übrigen RGW-Länder – ausschließlich den oben beschriebenen Behelfsmäßigen Personalausweis an. Die in West-Berlin ausgestellten Pässe der Bundesrepublik hatten keine Gültigkeit. Erkennbar waren solche Pässe für deren Behörden an der Wohnort-Eintragung „Berlin“. Mit dieser Praxis wollten die Behörden dieser Staaten den Tatbestand dokumentieren, dass West-Berlin „kein Bestandteil der Bundesrepublik“ sei.
Am 24. Dezember 1989 entfielen für West-Berliner und Bundesbürger Visumpflicht und Mindestumtausch entsprechend den zuvor zwischen Helmut Kohl und Hans Modrow ausgehandelten Vereinbarungen. Seitdem genügte für die Einreise nach Ost-Berlin oder die DDR die Vorlage des Personalausweises. Wurde zunächst noch das Ausfüllen von „Zählkarten“ bei jedem Besuch verlangt, entfiel dieses Erfordernis am 24. Januar 1990 ebenfalls. Die Kontrollen wurden in den anschließenden Monaten zunehmend stichprobenhafter. Sämtliche Grenzkontrollen der DDR entfielen am 30. Juni 1990, dem Tag vor der Währungs-, Wirtschafts- und Sozialunion zwischen der Bundesrepublik und der DDR.

### Bundeswehr
Es gab keinerlei Präsenz der deutschen Bundeswehr in der Stadt. Die Strafvorschriften des Strafgesetzbuches zu Straftaten gegen die Landesverteidigung und das Wehrstrafgesetz galten nicht in West-Berlin. Auf die nach Auffassung der Westalliierten dem Viermächte-Status widersprechende Präsenz der Nationalen Volksarmee der DDR in Ost-Berlin reagierten sie mit regelmäßigen diplomatischen Protestnoten.
Auch das Wehrpflichtgesetz galt nicht in Berlin. Wer bei Vollendung des 18. Lebensjahres seinen ständigen Aufenthalt in Berlin hatte (und behielt), wurde nicht wehrpflichtig. Für jemanden, der nach Vollendung des 18. Lebensjahres seinen ständigen Aufenthalt nach Berlin verlegte, war zu unterscheiden:
- Bis 1965 erlosch die Wehrpflicht durch Verlegung des ständigen Aufenthalts nach Berlin.[25]
- Zwischen 1965 und 1969 galt dies nur, wenn die Verlegung vor Zustellung des Einberufungsbescheids erfolgte.[26]
- Ab 1969 erlosch die Wehrpflicht nicht, wenn die Verlegung ohne Genehmigung erfolgte.[27] Jedoch verlängerte alliiertes Recht gewissermaßen die vormalige bundesgesetzliche Regelung dahingehend, dass bei Verlegung vor Zustellung des Einberufungsbescheids keine Einberufungsbescheide in Berlin zugestellt werden durften.[28]

Als nach 1990 das bis dahin westdeutsche Wehrpflichtgesetz auch in Berlin galt, wurden einige Geburtsjahrgänge noch rückwirkend erfasst (→ Weißer Jahrgang).

### Waffenrecht
Das Waffenrecht beruhte auf besatzungsrechtlicher Grundlage. Kontrollratsbefehl Nr. 2 und Kontrollratsgesetz Nr. 43 von 1946 verboten den privaten Waffenbesitz grundsätzlich und sahen dabei Sanktionsmöglichkeiten bis hin zur Todesstrafe vor. Für die Bundesrepublik wurden diese Regelungen bald ersetzt, nicht aber für West-Berlin. Es gab Ausnahmen, beispielsweise für Sportschützen. Ab 1962 waren nicht mehr nur alliierte, sondern auch Berliner Gerichte für waffenrechtliche Strafverfahren zuständig. Erst 1989 wurde die theoretisch mögliche, aber nie verhängte Todesstrafe abgeschafft.

### Lufthoheit
Die Lufthoheit über ganz Berlin hatten die vier Besatzungsmächte gemeinsam. Den Berliner Luftraum überwachte die in Schöneberg ansässige Alliierte Luftkontrollbehörde. Der Luftraum durfte nur von Flugzeugen der vier Siegermächte durchflogen werden. Der inländische und internationale Luftverkehr West-Berlins wurde daher durch die drei Luftkorridore über Westdeutschland durch britische, französische und US-amerikanische Fluggesellschaften abgewickelt. Den stärksten Anteil hatten Pan Am, British Airways und Air France, aber auch andere, in diesen Ländern registrierte Gesellschaften sowie einige mit mehrheitlich deutscher Beteiligung und lediglich nomineller Registrierung in einem Land der Westmächte wie Euroberlin France und Air Berlin USA. Zudem war in Berlin den deutschen Behörden und Privatleuten jeglicher Luftverkehr untersagt.
Für den Wetterdienst war nicht der Deutsche Wetterdienst zuständig, sondern das Institut für Meteorologie der Freien Universität Berlin.

### Post und Banken

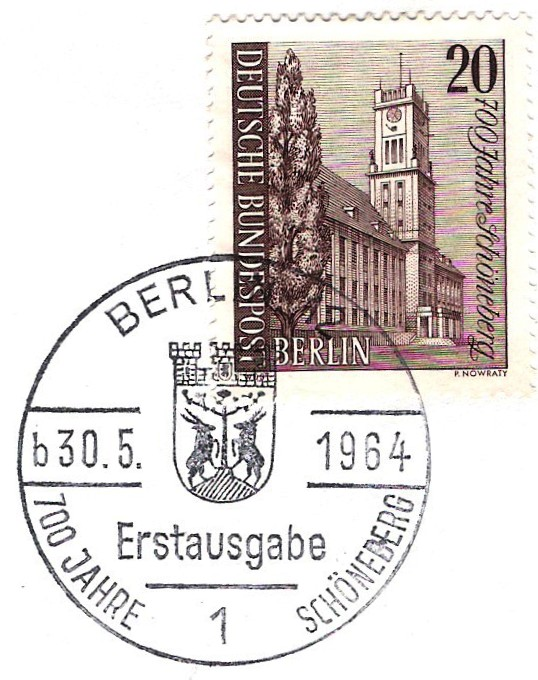
Erstausgabe „700 Jahre Schöneberg“ – Deutsche Bundespost Berlin 1964

Eine weitere Besonderheit war die Einrichtung einer eigenen Postverwaltung (Landespostdirektion Berlin), die von der Deutschen Bundespost getrennt war und unter anderem eigene Briefmarken mit der Bezeichnung „Deutsche Bundespost Berlin“ herausgab. Tatsächlich war diese Trennung nur nominell, da die beiden Postverwaltungen faktisch integriert waren. Die West-Berliner Briefmarken waren dementsprechend in Westdeutschland gültig und umgekehrt.
Ebenfalls nominell getrennt waren die Berliner Tochterfirmen der damals drei deutschen Großbanken Deutsche Bank (in Berlin: Berliner Disconto Bank, später: Deutsche Bank Berlin), Commerzbank (in Berlin: Berliner Commerzbank) und Dresdner Bank (in Berlin: Bank für Handel und Industrie). Die Namen sind teilweise aus ehemaligen Tochtergesellschaften oder Übernahmen abgeleitet. Der Grund dafür lag in der alliierten Maßnahme der Nachkriegszeit, die Banken in kleine selbstständige Unternehmen zu zerschlagen. Nach Ende der Besatzungsära in der Bundesrepublik wurde diese Trennung nur in West-Berlin über die 1950er Jahre hinaus durchgehalten.

### Fußball
Das Berliner Olympiastadion war zwar ein Austragungsort der Fußball-Weltmeisterschaft 1974, nicht aber der Fußball-Europameisterschaft 1988, weil sich die osteuropäischen Verbände gegen den Austragungsort West-Berlin positionierten. Unter dem Druck der Öffentlichkeit traf der Deutsche Fußball-Bund daraufhin die kompensatorische Entscheidung, das DFB-Pokalfinale dauerhaft in Berlin stattfinden zu lassen. Bis 1984 hatten die Austragungsorte sich an den Vereinsorten der Finalisten orientiert und daher gewechselt.

## Einwohnerentwicklung
Die höchste Einwohnerzahl erreichte West-Berlin 1957 mit 2,23 Millionen. Die niedrigste Bevölkerungszahl wurde 1984 mit 1,85 Millionen festgestellt. Auf Fehlern in der Fortschreibung des Statistischen Landesamtes beruhte der Anstieg um 133.484 Personen zwischen Dezember 1986 und Mai 1987. Grund war der lange Zeitraum seit der letzten Volkszählung von 1970, die allgemein als Grundlage für die Fortschreibungsergebnisse des Statistischen Bundesamtes und der Statistischen Landesämter dient. Für den 24. Mai 1987 wurde eine Einwohnerzahl von 1.881.059 für West-Berlin berechnet, was um 7,1 Prozent unter dem Ergebnis der Volkszählung (2.012.709 Einwohner) vom 25. Mai 1987 lag. Ursache waren unter anderem Wohnsitzverlagerungen nach Westdeutschland bis 1971, die nur formell vorgenommen wurden mit dem Ziel, durch einen westdeutschen Wohnsitz doch noch einen zu Reisen in die DDR verwendbaren bundesdeutschen Reisepass zu erlangen (siehe Abschnitt Reisebeschränkungen).
Die Einwohnerzahlen in der folgenden Tabelle beinhalten Volkszählungsergebnisse (*) oder amtliche Fortschreibungen des Statistischen Landesamtes Berlin.
| Datum                | Einwohner |
| -------------------- | --------- |
| 29. Oktober 1946 *   | 1.996.250 |
| 13. September 1950 * | 2.146.952 |
| 25. September 1956 * | 2.223.777 |
| 31. Dezember 1957    | 2.228.545 |
| 6. Juni 1961 *       | 2.197.408 |
| 31. Dezember 1965    | 2.197.262 |
| 27. Mai 1970 *       | 2.122.346 |

| Datum             | Einwohner |
| ----------------- | --------- |
| 31. Dezember 1975 | 1.984.837 |
| 31. Dezember 1980 | 1.896.230 |
| 31. Dezember 1984 | 1.848.585 |
| 31. Dezember 1985 | 1.860.084 |
| 31. Dezember 1986 | 1.879.225 |
| 25. Mai 1987 *    | 2.012.709 |
| 31. Dezember 1989 | 2.130.525 |

## Bezirke

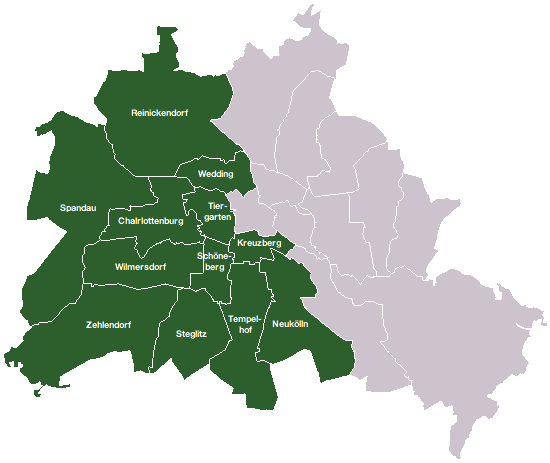
Bezirke von West-Berlin, West-Staaken ist fälschlich mit eingefärbt

Die vier Sektoren Berlins

West-Berlin war mit 481 Quadratkilometern etwas mehr als halb so groß wie das heutige Land Berlin. Es war in drei Sektoren unterteilt, wobei jeder einem der West-Alliierten unterstellt war:
Liste der Bezirke von West-Berlin
| Name des Bezirks | Bezirks- wappen | Fläche (km²) | Einwohner | Sektor / zuständiger Staat                           | Ortsteile | Ehemaliger Zustellbezirk | Weitere Ortslagen und Ortsteile |
| ---------------- | --------------- | ------------ | --------- | ---------------------------------------------------- | --- | --- | --- |
| Charlottenburg   |                 | 30,3         | 147.258   | Vereinigtes Königreich Großbritannien und Nordirland | | - 10, Charlottenburg-Nord - 12, Charlottenburg - 19, Westend                                                                                          | - City-West - Jungfernheide - Großsiedlung Siemensstadt - Kalowswerder - Klausenerplatz - Neu-Westend - Witzleben - Paul-Hertz-Siedlung - Pichelsberg - Plötzensee - Ruhleben - Siedlung Eichkamp - Siedlung Heerstraße - Villenkolonie Westend                                                 |
| Kreuzberg        |                 | 10,4         | 128.790   | Vereinigte Staaten von Amerika                       | | - 36, Kreuzberg-Ost (SO36) - 61, Kreuzberg-West | |
| Neukölln         |                 | 44,9         | 273.174   | Vereinigte Staaten von Amerika                       | - Neukölln - Britz - Buckow - Rudow | - 44, Neukölln - 47, Britz, Buckow, Rudow | - Rixdorf - Böhmisch Rixdorf - Gropiusstadt |
| Reinickendorf    |                 | 89,3         | 229.193   | Französische Republik                                | - Reinickendorf - Frohnau - Heiligensee - Hermsdorf - Konradshöhe - Lübars - Tegel - Waidmannslust - Wittenau | - 26, Wittenau - 27, Heiligensee, Konradshöhe, Tegel - 28, Frohnau, Hermsdorf, Lübars, Waidmannslust - 51, Reinickendorf-Ost - 52, Reinickendorf-West | - Borsigwalde - Cité Foch - Siedlung Freie Scholle - Cité Guynemer - Invalidensiedlung - Jörsfelde - Märkisches Viertel - Schulzendorf - Schwarzwald-Siedlung - Tegelort - Sandhausen - Weiße Stadt                                                                                             |
| Schöneberg       |                 | 12,2         | 136.900   | Vereinigte Staaten von Amerika                       | - Schöneberg - Friedenau | - 30, Schöneberg-Nord - 41, Friedenau - 62, Schöneberg                                                                                                | - Alboinplatz - Bayerisches Viertel - Ceciliengärten - Kielgan-Viertel - Malerviertel (Neu-Friedenau) - Rote Insel - Siedlung Lindenhof - Winterfeldtplatz |
| Spandau          |                 | 86,4         | 192.186   | Vereinigtes Königreich Großbritannien und Nordirland | - Spandau - Gatow - Haselhorst - Kladow - Siemensstadt - Staaken: Von Staaken gehörte nur der östlich gelegene Teil zu West-Berlin, der westliche bildete eine selbstständige Gemeinde Staaken in der DDR, Bezirk Potsdam. | - 13, Siemensstadt - 20, Spandau, Staaken (s. li.) - 22, Gatow, Kladow                                                                                | - Altstadt Spandau - Alt-Gatow - Alt-Kladow - Falkenhagener Feld - Gartenfeld - Gartenstadt Waldsiedlung - Siedlung Habichtswald - Hakenfelde - Siedlung Havelblick - Tiefwerder - Hohengatow - Klosterfelde - Kolk - Neustadt Spandau - Pichelsdorf - Stresow - Weinmeisterhöhe - Wilhelmstadt |
| Steglitz         |                 | 32,0         | 166.207   | Vereinigte Staaten von Amerika                       | - Steglitz - Lankwitz - Lichterfelde | - 41, Steglitz - 45, Lichterfelde - 46, Lankwitz | - Südende - Lichterfelde-Ost - Lichterfelde-Süd - Lichterfelde-West |
| Tempelhof        |                 | 40,7         | 160.773   | Vereinigte Staaten von Amerika                       | - Tempelhof - Lichtenrade - Mariendorf - Marienfelde | - 42, Tempelhof, Mariendorf - 48, Marienfelde - 49, Lichtenrade                                                                                       | - Alt-Mariendorf - Alt-Tempelhof - Neu-Tempelhof - Flughafen Tempelhof |
| Tiergarten       |                 | 13,4         | 071.834   | Vereinigtes Königreich Großbritannien und Nordirland | | - 21, Moabit - 30, Tiergarten | - Hansaviertel - Martinikenfelde |
| Wedding          |                 | 15,4         | 135.011   | Französische Republik                                | | - 65, Wedding | - Gesundbrunnen |
| Wilmersdorf      |                 | 34,3         | 130.103   | Vereinigtes Königreich Großbritannien und Nordirland | - Wilmersdorf - Schmargendorf - Grunewald | - 15, Wilmersdorf-Nord - 31, Wilmersdorf-Süd - 33, Grunewald                                                                                          | - Halensee - Rheingauviertel - Roseneck |
| Zehlendorf       |                 | 70,6         | 083.123   | Vereinigte Staaten von Amerika                       | - Zehlendorf - Dahlem - Nikolassee - Wannsee | - 33, Dahlem - 37, Zehlendorf - 38, Nikolassee - 39, Wannsee                                                                                          | - Albrechts Teerofen - Düppel - Heckeshorn - Kohlhasenbrück - Siedlung Onkel Toms Hütte - Schlachtensee - Schönow - Schwanenwerder - Steinstücken |

## Exklaven und Enklaven
West-Berlin besaß bis 1988 mehrere Exklaven, die von DDR-Territorium umgeben waren. Die Exklaven entstanden bei der Bildung Groß-Berlins 1920, dessen Stadtgrenze damals die komplizierten Grenzverhältnisse der eingemeindeten Landgemeinden übernahm. Alle Berliner Exklaven gehörten zu den Bezirken Spandau oder Zehlendorf, damit nach 1945 zum Britischen bzw. Amerikanischen Sektor, und so seit Teilung der Stadt zu West-Berlin, was nach Gründung der DDR im Jahr 1949 und verstärkt nach dem Mauerbau 1961 Probleme bereitete.
Die Exklaven wurden nach dem Viermächteabkommen in mehreren Schritten durch Gebietsaustausche (zusammen mit anderen Korrekturen ungünstiger Grenzverläufe, beispielsweise am Lenné-Dreieck in Mitte) dem Westteil Berlins angegliedert oder an die DDR abgegeben. Bekanntestes Beispiel war Steinstücken, da dies die einzige dauerhaft bewohnte Exklave war. Bis zum Bau einer Verbindungsstraße nach West-Berlin wurde die Bevölkerung dort teils mit Hubschraubern der US-Armee versorgt.

### Exklaven, die zum Stadtgebiet von West-Berlin gehörten
| Name                | Bezirk               | Nutzung                                           | Fläche   | Statusänderungen                              |
| ------------------- | -------------------- | ------------------------------------------------- | -------- | --------------------------------------------- |
| Falkenhagener Wiese | Spandau              |                                                   | 45,44 ha | 1988 zur DDR, 1990 zu Brandenburg             |
| Laßzinswiesen       | Spandau              |                                                   | 13,49 ha | 1988 zur DDR, 1990 zu Brandenburg             |
| Wüste Mark          | damaliger Zehlendorf | Ackerfläche                                       | 21,83 ha | 1988 zur DDR, 1990 zu Brandenburg             |
| Steinstücken        | damaliger Zehlendorf | Ortslage                                          | 12,67 ha | 1971 mit Berlin über einen Korridor verbunden |
| Nuthewiesen         | damaliger Zehlendorf | Feuchtbiotop                                      | 03,64 ha | 1971 zur DDR, 1990 zu Brandenburg             |
| Böttcherberg        | damaliger Zehlendorf | drei getrennte Flächen in Potsdam-Klein Glienicke | 00,30 ha | 1971 zur DDR, 1990 zu Brandenburg             |
| Große Kuhlake       | Spandau              |                                                   | 08,03 ha | 1971 zur DDR, 1990 zu Brandenburg             |
| Finkenkruger Weg    | Spandau              |                                                   | 03,45 ha | 1971 zur DDR, 1990 zu Brandenburg             |
| Fichtewiese         | Spandau              | Wochenendsiedlung                                 | 03,51 ha | 1988 mit Berlin verbunden                     |
| Erlengrund          | Spandau              | Wochenendsiedlung                                 | 00,51 ha | 1988 mit Berlin verbunden                     |

Am 20. Dezember 1971 wurde im Rahmen des ersten derartigen Gebietsaustauschs unter anderem die bis dahin in West-Berliner Besitz befindliche Exklave Nuthewiesen an die DDR abgegeben, während im Gegenzug mit finanziellen Mitteln durch die Bundesregierung ein Korridor-Zugang von Kohlhasenbrück (Zehlendorf) zur Exklave Steinstücken dem West-Berliner Gebiet angegliedert wurde. Die letzten Exklaven wurden 1988 an die DDR abgegeben bzw. erhielten, wie im Falle Fichtewiese und Erlengrund, einen dauerhaften Zugang zu West-Berlin.

### Enklaven, die zur DDR gehörten oder von der DDR beansprucht wurden
- Drei getrennte Enklaven in Eiskeller im Bezirk Spandau;
- ein kleiner Teil der Tiefwerder Wiesen (zu Seeburg) im Bezirk Spandau, Ortsteil Pichelsdorf.

Während die (ungenutzten) DDR-Enklaven im Eiskeller bis zum ersten Gebietsaustausch 1972 noch in allen offiziellen Karten und vielen Stadtplänen als exterritoriales Gebiet aus Sicht West-Berlins eingezeichnet waren, traf dies für die Tiefwerder Wiesen (ein von West-Berlinern genutztes Wochenendsiedlungsgebiet) nicht zu. Obwohl die DDR in den Gebietsaustauschverhandlungen versuchte, einen Teil der Tiefwerder Wiesen auf ihrer Habenseite einzubringen, lehnten die Briten, in deren Sektor sich das Gebiet befand, einen staatshoheitlichen Anspruch der DDR ab. Der Status als Exklave der Gemeinde Seeburg wurde insofern anerkannt, als die Briten schon in den 1960er Jahren West-Berliner Behörden anwiesen, zwar Sicherheit und Ordnung zu gewährleisten, jedoch auf dem Gebiet nicht amtlich tätig zu werden. Der unklare Status fand seine stillschweigende Bereinigung in einer Protokollnotiz zu den letzten Gebietsaustauschvereinbarungen 1988. Beide Seiten erklärten, seitdem keine Exklaven mehr im jeweils anderen Territorium zu haben.

### Bereiche unter sowjetischer oder späterer DDR-Verwaltung
- Das Sowjetische Ehrenmal im Tiergarten (bis 1994 unter sowjetischer bzw. russischer Verwaltung)
- das Haus des Rundfunks in der Masurenallee (bis 1956)
- die Einrichtungen der Deutschen Reichsbahn (bis Anfang 1984 einschließlich der Berliner S-Bahn in West-Berlin)
- die Einrichtungen, insbesondere die Schleusen, der vormaligen Reichswasserstraßen

## Kulturhistorische Bedeutung

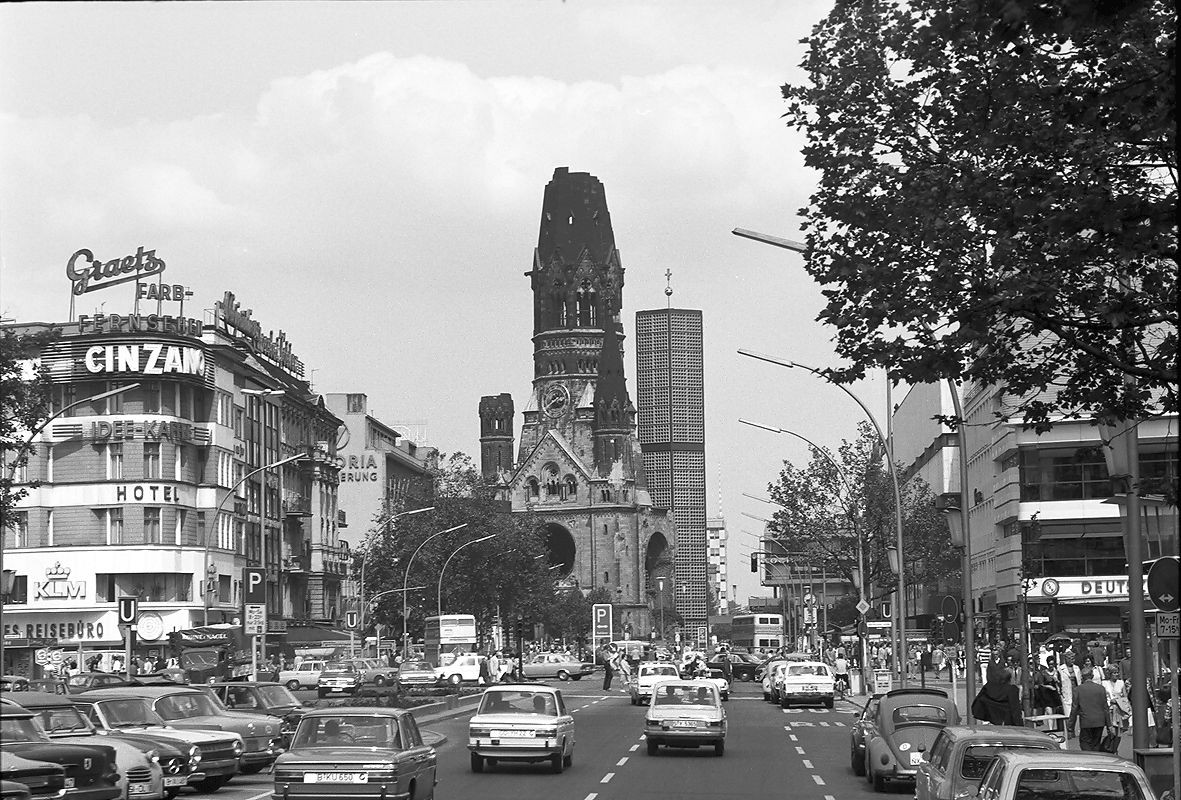
Das Zentrum West-Berlins waren der Kurfürstendamm und die umgebenden Straßen und Plätze nahe der Kaiser-Wilhelm-Gedächtniskirche

Seit der deutschen Wiedervereinigung wird mitunter der Begriff „das alte West-Berlin“ benutzt. Er soll auf die besondere Situation und Stimmung in West-Berlin in den Zeiten der Berliner Mauer hinweisen. West-Berlin stellte eine Insel inmitten der DDR dar und wurde teilweise auch „Insel im roten Meer“ genannt, angelehnt an die Farbe Rot, die für Sozialismus und Kommunismus steht.
Während die DDR-Regierung den Ostteil Berlins zum Zentrum ihrer Macht und im Vergleich zur übrigen DDR finanziell und versorgungstechnisch besonders gefördert hatte, wurde etwa die Hälfte des West-Berliner Finanzhaushalts aus dem Bundeshaushalt bestritten, da West-Berlin wiederum als ein Aushängeschild des Westens gefördert wurde.
Rund um den Kurfürstendamm konzentrierte sich das gesellschaftliche Leben der Mauerstadt. Er war das Zentrum der kulturellen Unternehmungen. Da viele der Berliner Kulturstätten im politischen Osten lagen und de facto vom Westen der Stadt abgeschnitten waren, eröffneten während der Teilung viele neue Institutionen, die Ersatz bieten sollten, wie etwa das Kulturforum in Tiergarten, das eine Antwort auf die ebenfalls im Osten gelegene Museumsinsel sein sollte. Der Neubau der kriegszerstörten Deutschen Oper in Charlottenburg verschaffte Westberlin ein der Staatsoper Unter den Linden ebenbürtiges Opernhaus. Das Europacenter war zum Zeitpunkt seiner Fertigstellung 1963 das höchste Hochhaus in Deutschland und sollte durch die Analogie zum kurz darauf errichteten Kö-Center in Düsseldorf und dem Bonn-Center in Bonn die Zugehörigkeit West-Berlins zur Bundesrepublik und der westlichen Welt betonen.
West-Berlin war eines der „Auswanderungsziele“ der westdeutschen Jugend und ein Ziel der Wehrdienstflüchtlinge. Dazu mussten Männer rechtzeitig vor dem Einberufungsbescheid der Bundeswehr ihren Hauptwohnsitz nach Berlin verlegen, also den westdeutschen Personalausweis gegen einen Berliner Ausweis – offiziell „Behelfsmäßiger Personalausweis“ – tauschen. Um Nachwuchskräften und (steuerzahlenden) Arbeitnehmern einen Ausgleich für die Umstände in der ummauerten Stadt zu gewähren, wurde Berliner Arbeitnehmern eine Berlinzulage von acht Prozent auf das Bruttogehalt gewährt. Diese Zulage wurde nach 1990 schrittweise abgebaut.

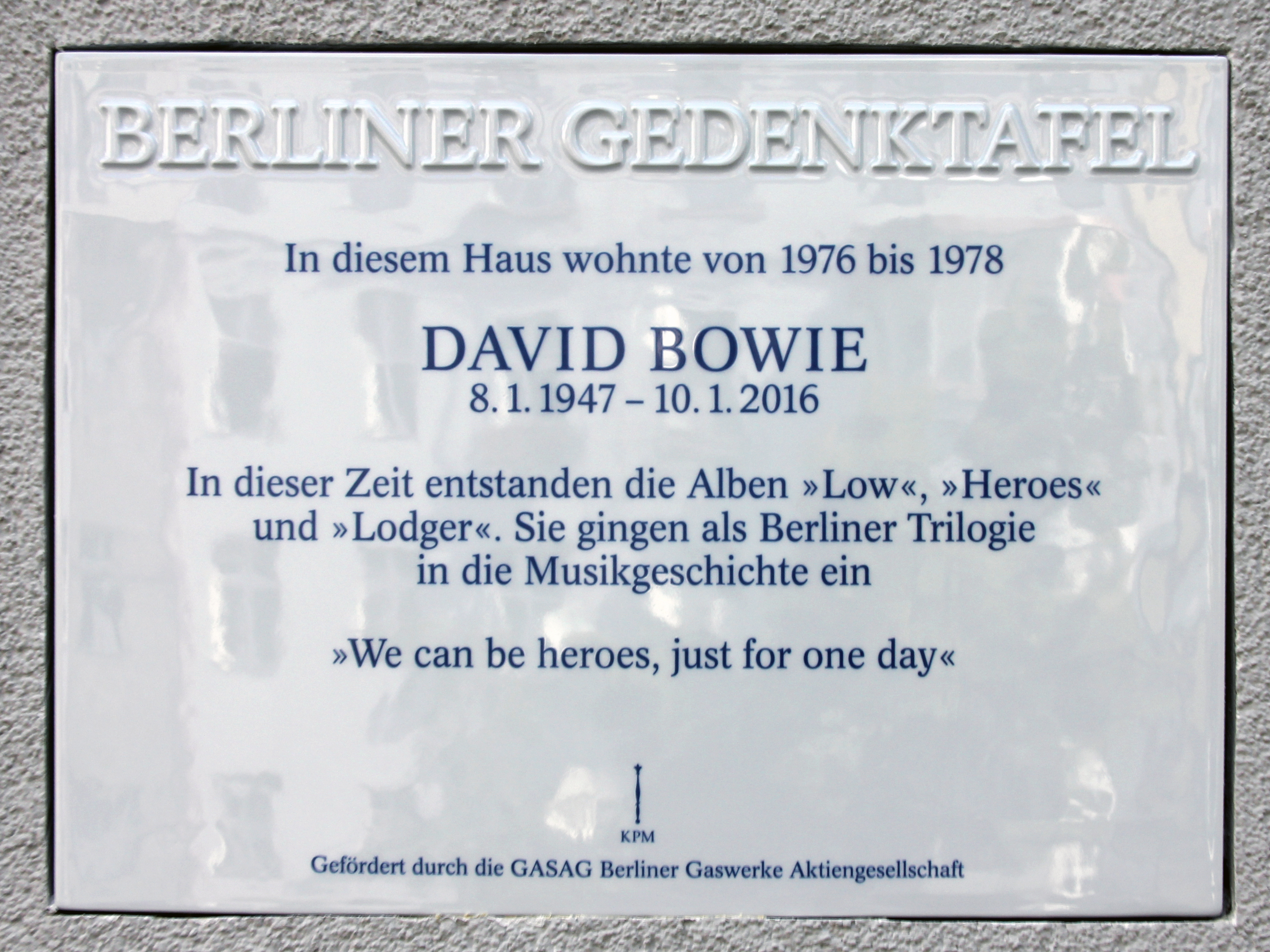
Berliner Gedenktafel an der einstigen Wohnadresse David Bowies in der Schöneberger Hauptstraße

In den 1970er Jahren entwickelte sich die Gegend um den Schöneberger Nollendorfplatz und die Motzstraße, der Nollendorfkiez, wieder zu einem Lesben- und Schwulenviertel, einer Stadtteilgegend mit einem großen kulturellen Angebot und Infrastruktur für queere Menschen. Der Kiez war bereits vor dem Zweiten Weltkrieg eine beliebte Wohn- und Ausgehgegend bei LSBT gewesen, bis die Nationalsozialisten die homosexuelle Sichtbarkeit im Viertel gewaltsam beendet hatten. Eine Tafel am Zugang des U-Bahnhofs Nollendorfplatz erinnert heute an das Schicksal der einstigen Anwohner und Besucher des Viertels. 1977 eröffnete hier mit dem Anderen Ufer die deutschlandweit erste offen schwule Bar der Nachkriegszeit. Einige Jahre zuvor hatte Romy Haag in Anknüpfung an die Kabarett-Szene der Weimarer Republik das Chez Romy in den Räumen des ehemaligen Eldorado eröffnet, wo unter anderem David Bowie verkehrte, der damals in der Gegend wohnte und arbeitete und in dieser Zeit eine Beziehung mit Haag führte. In jenen Jahren produzierte Bowie die Alben seiner Berlin Trilogie.
Seit der Wende ließ die Bedeutung der City-West (Neuer Westen, siehe auch Kantstraße) nach, aus Kinos wurden Filialen von Modehäuser-Ketten, kleine Boutiquen und andere kleine Geschäfte mussten Filialen größerer Ketten weichen. Das ist insbesondere dem Erstarken der historischen Berliner Mitte rund um die Friedrichstraße und Unter den Linden geschuldet.
Prognosen eines völligen Niedergangs des Kurfürstendamms haben sich nicht bestätigt. Die seit jeher dezentrale Stadtstruktur Berlins mit mehreren Hauptgeschäftszentren, aber auch die Tatsache, dass der Potsdamer Platz eher bei Touristen beliebt ist als bei den Berlinern selbst, bewahrt die Attraktivität des Kurfürstendamms.

Impressionen aus West-Berlin
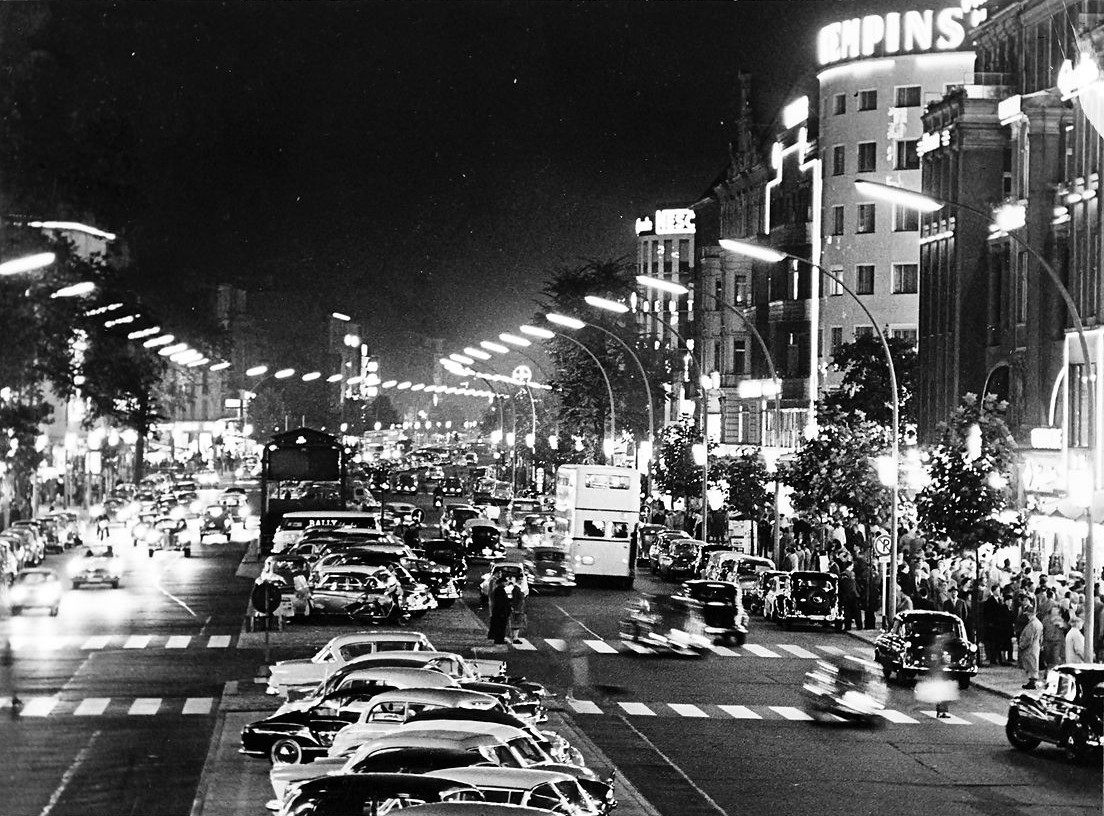
Kurfürstendamm bei Nacht, 1959
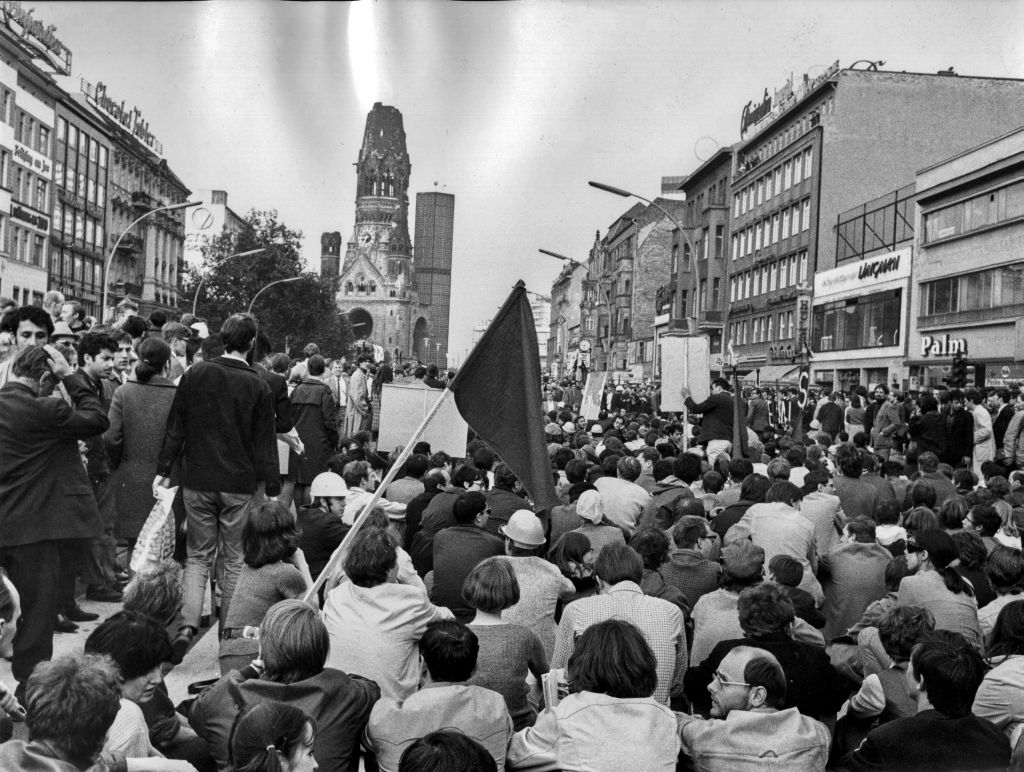
Studentenproteste am Kurfürstendamm, 1968
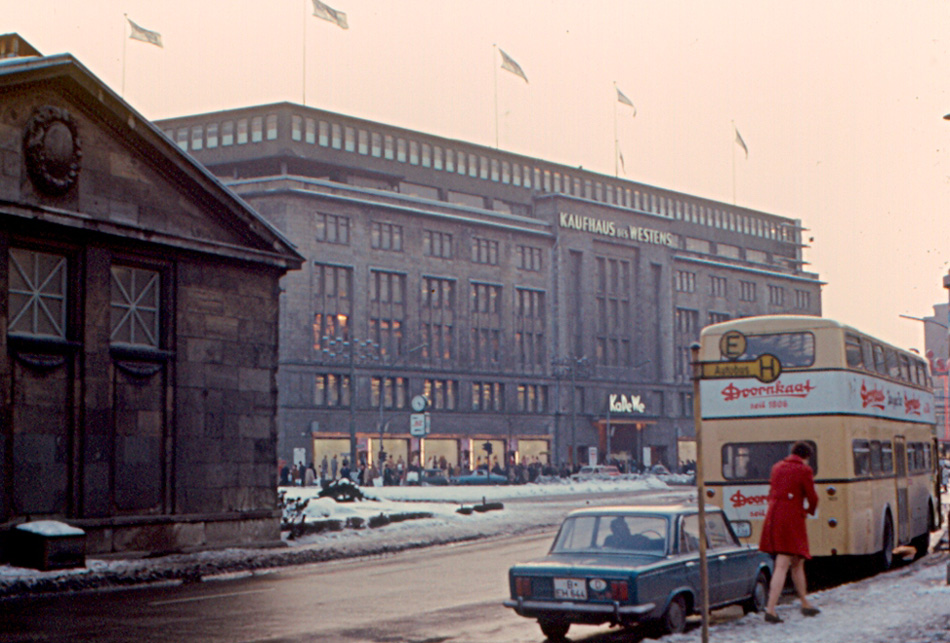
KaDeWe, Frühjahr 1970
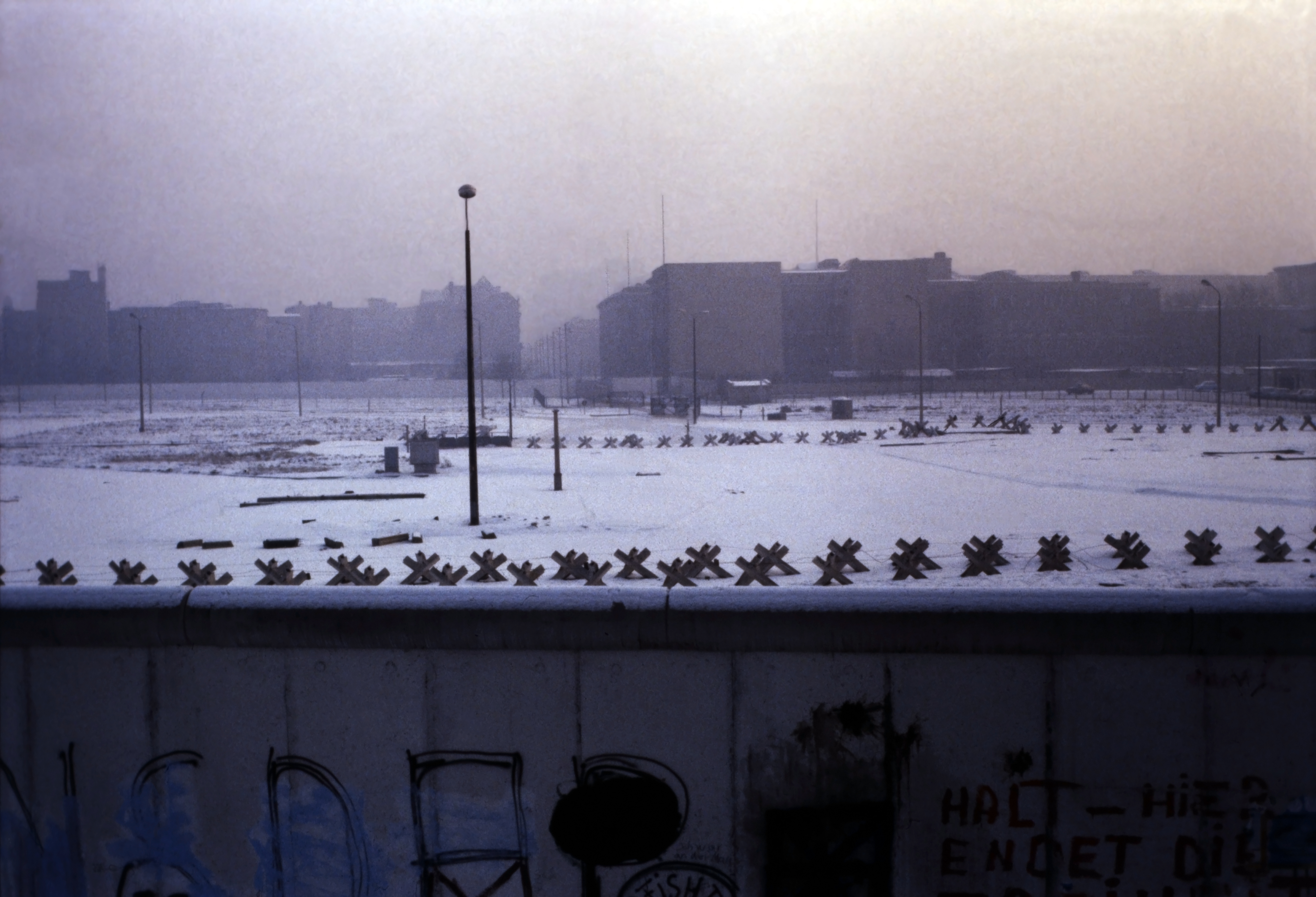
Blick über die Berliner Mauer am Potsdamer Platz, 1979
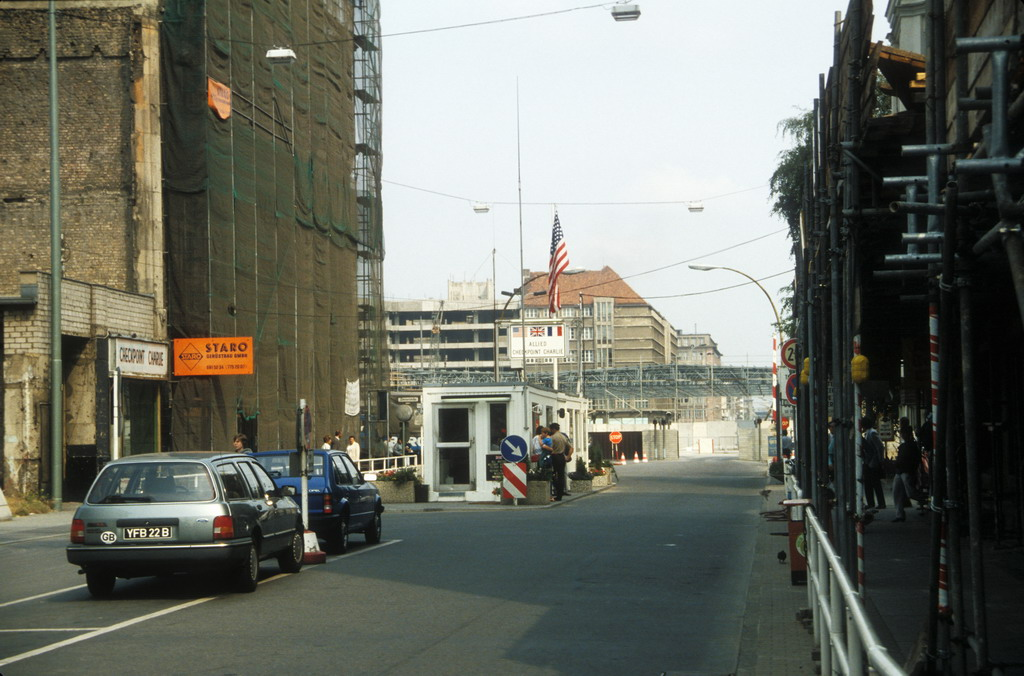
Checkpoint Charlie, Sommer 1985
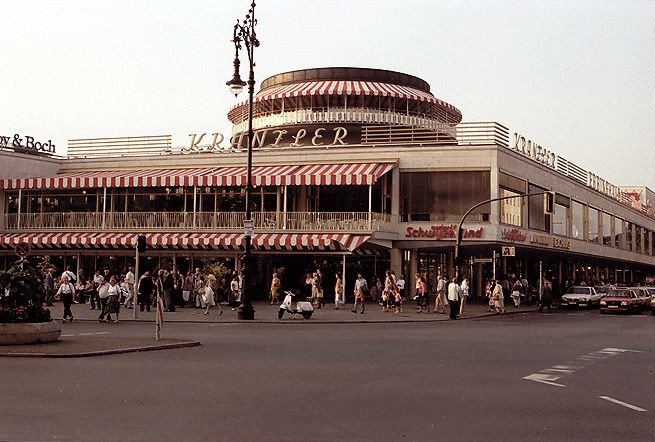
Café Kranzler am Kurfürstendamm, 1985
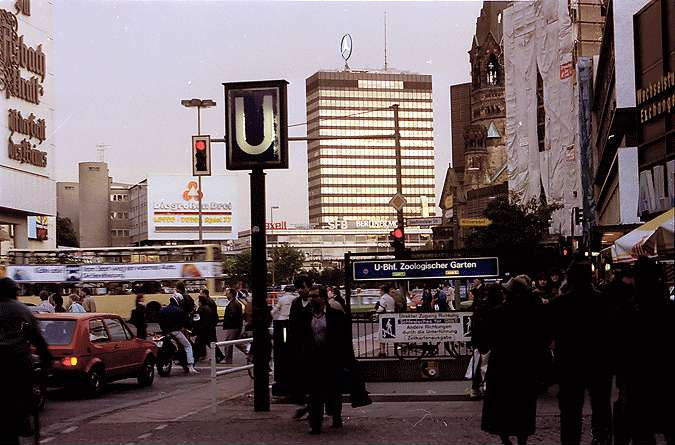
Hardenbergstraße am U-Bahnhof Zoologischer Garten, 1987